# Billy Cox
William Cox (Wheeling, 18 de outubro de 1941) é um baixista americano, mais conhecido por se apresentar com Jimi Hendrix. Cox é o único músico sobrevivente que tocou regularmente com Hendrix: primeiro com o grupo experimental que apoiou Hendrix em Woodstock (informalmente conhecido como "Gypsy Sun and Rainbows"), seguido pelo trio com o baterista Buddy Miles que gravou o álbum ao vivo Band of Gypsys e, por último, o trio The Cry of Love Tour com Mitch Mitchell de volta na bateria. Cox continua se apresentando com a Band of Gypsys Experience e a Experience Hendrix Tour.
Além de Hendrix, ele foi membro da banda house ou de turnê ou gravou sessões para Sam Cooke, Slim Harpo, Joe Simon, Charlie Daniels, John McLaughlin, Rufus Thomas, Carla Thomas, Lou Rawls, Etta James, Jackie Wilson e Little Richard.

## Biografia
Nascido em Wheeling, Virgínia Ocidental, Billy Cox foi criado em Pittsburgh, Pensilvânia, e frequentou a Schenley High School. 
Cox conheceu Jimi Hendrix quando eles serviam no Exército em Fort Campbell, Kentucky, em 1961. Enquanto usava o banheiro do Service Club No. 1 durante uma tempestade repentina, ele ouviu um violão tocando lá dentro. Impressionado com o que ouviu, ele se apresentou, disse a Hendrix que tocava baixo e que eles iriam tocar logo depois. Eles se tornaram e permaneceram amigos rapidamente. Eles deixaram o exército na mesma época e tocaram em clubes em Clarksville, Tennessee, finalmente se mudando para Nashville. Eles formaram um grupo chamado King Kasuals e tocaram em vários clubes de Nashville, principalmente no Del Morocco. Ocasionalmente, a banda fazia shows no sudeste, uma vez no extremo norte de Indianápolis, tocando no que era chamado de "Chitlin' circuit". Cox e Hendrix também tocaram na banda de apoio de Marion James nessa época. 
Hendrix finalmente deixou Nashville, tocando em todos os EUA em grupos de apoio de vários artistas famosos (mais notavelmente Little Richard e The Isley Brothers) até ser "descoberto" por Chas Chandler no Greenwich Village de Nova York. Chandler levou Hendrix para a Inglaterra, mas antes de Hendrix partir, ele ligou para Cox e pediu-lhe que se juntasse a ele. Como Cox "tinha apenas três cordas em [seu] baixo" e nenhum dinheiro para viajar para Nova York, ele simplesmente agradeceu a Hendrix e lhe desejou boa sorte.
Durante este período, Cox tocou baixo em programas de televisão pioneiros de R&B como "Night Train" de Nashville e "The!!!! Beat" de Dallas, Texas, trabalhando em estreita colaboração com Hoss Allen e John Richbourg da WLAC Radio.

### Com Jimi Hendrix
Em 1969, vários meses antes do baixista Noel Redding deixar o Jimi Hendrix Experience, Hendrix ligou para seu velho amigo Cox, que se juntou a ele em Nova York como seu baixista de estúdio. Após o fim do Experience, Cox se apresentou com o grupo experimental de Hendrix, informalmente chamado Gypsy Sun and Rainbows. Este grupo tocou em Woodstock e em dois shows discretos em Nova York. Hendrix então formou outro grupo de curta duração com Cox e Buddy Miles, que gravou Band of Gypsys, o álbum ao vivo que ele devia ao ex-empresário Ed Chalpin como parte de um acordo legal. Após sua morte, Cox gravou e excursionou com Hendrix e Mitch Mitchell para a The Cry of Love Tour, quando os promotores às vezes os chamavam de "Jimi Hendrix Experience".
Cox contribuiu com a maior parte das partes do baixo no primeiro grupo de álbuns de Hendrix lançados postumamente, incluindo The Cry of Love (1971), Rainbow Bridge (1971), War Heroes (1972) e Loose Ends (1974). A maioria das faixas desses álbuns foram consolidadas como First Rays of the New Rising Sun (1997), que é a tentativa mais completa de apresentar o quarto álbum de estúdio de Hendrix (veja a discografia e videografia póstuma de Hendrix para uma lista completa). Além disso, Cox aparece em muitos álbuns e filmes ao vivo da turnê Cry of Love.

### Após a morte de Hendrix

#### Décadas de 1970-1980
Em 1971, Cox lançou seu álbum Nitro Function com Char Vinnedge (de Luv'd Ones) e Robert Tarrant. Cox tocou com outros, incluindo a Charlie Daniels Band, bem como sessões de trabalho e shows ao vivo. Ao longo das décadas de 1970 e 1980, Cox continuaria a fazer parte da música de Jimi à medida que lançamentos póstumos continuavam a surgir.

#### Década de 1990
Em 1995, Cox junto com Mitchell, Redding e Miles começaram a participar de tributos e turnês a Hendrix. Em 1999, Cox apareceu no álbum do falecido Bruce Cameron, Midnight Daydream, que incluía outros ex-"alunos" de Hendrix, Mitchell e Miles, juntamente com Jack Bruce e outros. Cox também se apresentou em algumas datas junto com Mitchell e o guitarrista Gary Serkin com uma banda de tributo a Hendrix chamada Gypsy Sun Experience. 
Cox trabalhou em First Rays of the New Rising Sun, o quarto álbum de estúdio de Hendrix, que foi interrompido pela morte de Hendrix. Cox também é conhecido por palestrar em seminários musicais de nível universitário. Nesta qualidade, ele passa tempo com aspirantes a músicos em sessões de discussão e demonstração no Electric Lady Studios.

#### Anos 2000
Em 2004, Miles se reuniu mais uma vez com Cox da Band of Gypsys para regravar músicas do álbum original ao vivo de 1970 com os guitarristas Eric Gales, Kenny Olsen, Sheldon Reynolds, Andy Aledort e Gary Serkin. O álbum, intitulado The Band Of Gypsys Return, foi lançado em 2006.
Cox atualmente toca com o Experience Hendrix, uma banda de tributo a Hendrix em turnê semi-regular com os melhores guitarristas e ex-colaboradores de Hendrix. O álbum solo de Cox, Last Gypsy Standing, foi lançado em 2009.
Em 2009, ele foi incluído no Musicians Hall of Fame and Museum em Nashville. 

#### 2010
Hoje, Billy Cox possui uma produtora de vídeo. Ele produziu vários blues e uma infinidade de shows gospel. Ele foi coautor dos livros Jimi Hendrix Sessions e Ultimate Hendrix com John McDermott e Eddie Kramer. Cox recebeu vários prêmios e homenagens, incluindo estes: Em 2009, ele foi incluído no Hall da Fama dos Músicos; ele recebeu o Founders Award em 2010, concedido pelo cofundador da Microsoft, Paul Allen. Em 2011, Cox foi incluído no West Virginia Music Hall Of Fame. Ele lançou Old School Blue Blues em 2011 e continua em turnê com "The Experience Hendrix Tour" todos os anos e sua própria Band of Gypsys Experience. Ele lançou o single "Run" com a participação do cantor e compositor andrógino Marlon Alarm em novembro de 2011, e seu último lançamento, Unfiltered, foi lançado no final de 2014. Em 23 de junho de 2019, Cox foi introduzido no Rhythm and Blues Music Hall of Fame junto com seus companheiros de banda, Hendrix e Miles, por seu trabalho inovador como Band of Gypsys. Cox esteve presente para receber o prêmio em Detroit, Michigan, e se apresentou com o guitarrista Dani Robinson e o baterista Richie Monica. 

## Discografia

### Solo
- Nitro Function (1971)
- Last Gypsy Standing (2009)
- Old School Blue Blues (2011)
- Unfiltered (2014)

### Colaborações
- Them Changes, Buddy Miles (1970)
- Charlie Daniels, Charlie Daniels (1971)
- 5, J.J. Cale (1979)
- Veranda, Christine Lakeland (1984)
- "I Don't Live Today" em Stone Free: A Tribute to Jimi Hendrix, Slash, Paul Rodgers e Buddy Miles (1993)
- Midnight Daydream, Bruce Cameron (1997)
- The Deep End, Volume 2, Gov't Mule (2002)
- The Band of Gypsys Return, com Buddy Miles e outros (2006)
- "Achilles Barbecue" em Odd, Kaoll (2014)

### Com Jimi Hendrix

#### Gravações de estúdio
- The Cry of Love (1971)
- Rainbow Bridge  (1971)
- War Heroes (1972)
- Loose Ends (1974)
- Blues (1994; 6 faixas)
- Voodoo Soup (1995)
- First Rays of the New Rising Sun (1997)
- South Saturn Delta (1997; 5 faixas)
- Valleys of Neptune (2010; 3 faixas)
- West Coast Seattle Boy (2010; 14 faixas)
- People, Hell & Angels (2013; 7 faixas)
- Both Sides of the Sky (2018; 6 faixas)

#### Gravações ao vivo
Apresentação em Woodstock em 18 de agosto de 1969 ("Gypsy Sun and Rainbows")
- Woodstock (1994)
- Live at Woodstock (1999)

31 de dezembro de 1969 - 1º de janeiro de 1970, apresentações em Fillmore East ("Band of Gypsys")
- Band of Gypsys (1970)
- Band of Gypsys 2 (1986; lado um, 3 faixas)
- Live at the Fillmore East (1999)
- Machine Gun: The Fillmore East First Show (2016)
- Songs for Groovy Children: The Fillmore East Concerts (2019)

Turnê pelos EUA/Europa de abril a setembro de 1970 ("The Cry of Love Tour")
- Isle of Wight (1971)
- The Jimi Hendrix Concerts (1982; 2 faixas)
- Johnny B. Goode (1986)
- Band of Gypsys 2 (1986; lado dois, 3 faixas)
- Live Isle of Wight '70 (1991)
- Blue Wild Angel: Live at the Isle of Wight (2002)
- Live at Berkeley (2003)
- Live at the Isle of Fehmarn (2005)
- Freedom: Atlanta Pop Festival (2015)

#### Antologias
As gravações com Cox estão espalhadas por diversas antologias de Hendrix (para mais informações, veja a discografia de Jimi Hendrix). Ele também aparece em vários vídeos de performance de Hendrix (ver videografia de Jimi Hendrix).